# Billy Dilley’s Super-Duper Subterranean Summer
A Billy Dilley’s Super-Duper Subterranean Summer amerikai animációs televíziós sorozat. Alkotója Aaron Springer, aki már számos híres sorozaton dolgozott, többek közt  SpongyaBob Kockanadrágon, Szamuráj Jacken, Rejtélyek városkáján és Mickey egéren. 
A sorozat premierje Amerikában a Disney XD-n volt 2017. június 3-án.

## Szereplők
| Szereplő     | Eredeti hang   |
| ------------ | -------------- |
| Billy Dilley | Aaron Springer |
| Zeke         | Tom Kenny      |
| Marsha       | Catie Wayne    |

## Epizódok
| #   | #   | Eredeti cím                      | Magyar cím | Írta | Eredeti premier  | Magyar premier |
| --- | --- | -------------------------------- | --- | --- | ---------------- | -------------- |
| 1.  | 1.  | Lab Friends... Forever?          | | Merriwether Williams, Sam Cherington, Zeus Cervas, Kenny Pittenger, Aaron Springer & Clayton Morrow                                                            | 2017. június 3.  |                |
| 1.  | 1.  | Surviving Billy                  | | Merriwether Williams, Sam Cherington, Charlotte Jackson, Aaron Springer & Clayton Morrow                                                                       | 2017. június 3.  |                |
| 2.  | 2.  | Calzones                         | | Drew Applegate, Sam Cherington, Damon Jones, Dennis Messmer, Andrew Overtoom, Aaron Springer, Clayton Morrow & Merriwether Williams                            | 2017. június 4.  |                |
| 2.  | 2.  | Crab Hands                       | | Sam Cherington, Derek Drymon, Andy Gonsalves, Chong Suk Lee, Clayton Morrow, Andrew Overtoom, Aaron Springer, Dave Tennant & Merriwether Williams              | 2017. június 4.  |                |
| 3.  | 3.  | The Date                         | | Aaron Springer & Clayton Morrow | 2017. június 5.  |                |
| 3.  | 3.  | The Troggies Next Door           | | Casey Alexander, Drew Applegate, Derek Iversen, Damon Jones, Dennis Messner, Clayton Morrow, Andrew Overtoom, Aaron Springer & Merriwether Williams            | 2017. június 5.  |                |
| 4.  | 4.  | The Mushroom Prince              | | Merriwether Williams, Damon Jones, Luke Brookshier, Charlotte Jackson, Aaron Springer & Clayton Morrow                                                         | 2017. június 6.  |                |
| 4.  | 4.  | Count Wretcher                   | | Merriwether Williams, Damon Jones, Andy Gonsalves, Kenny Pittenger, Chong Suk Lee, Clayton Morrow & Aaron Springer                                             | 2017. június 6.  |                |
| 5.  | 5.  | Hey Judy                         | | Zeus Cervas, Sam Cherington, Damon Jones, Kenny Pittenger, Clayton Morrow, Aaron Springer & Merriwether Williams                                               | 2017. június 7.  |                |
| 5.  | 5.  | Welcome to the Hag House         | | Zeus Cervas, Sam Cherington, Derek Iversen, Damon Jones, Clayton Morrow, Andrew Overtoom, Kenny Pittenger, Aaron Springer & Merriwether Williams               | 2017. június 7.  |                |
| 6.  | 6.  | Beastie Billy                    | | Luke Brookshier, Charlotte Jackson, Derek Iversen, Damon Jones, Clayton Morrow, Andrew Overtoom, Aaron Springer & Merriwether Williams                         | 2017. június 8.  |                |
| 6.  | 6.  | Zartran                          | | Zeus Cervas, Derek Iversen, Damon Jones, Clayton Morrow, Andrew Overtoom, Kenny Pittenger, Aaron Springer & Merriwether Williams                               | 2017. június 8.  |                |
| 7.  | 7.  | K is for Klutz                   | | Wolf Rudiger-Bloss, Luke Brookshier, Zeus Cervas, Sam Cherington, Clayton Morrow, Andrew Overtoom, Kenny Pittenger, Aaron Springer & Merriwether Williams      | 2017. június 9.  |                |
| 7.  | 7.  | Tommy X                          | | Ben Adams, Derek Iversen, Damon Jones, Clayton Morrow, Andrew Overtoom, Aaron Springer, Jonny Van Orman & Merriwether Williams                                 | 2017. június 9.  |                |
| 8.  | 8.  | Billy/Willie                     | | Drew Applegate, Derek Iversen, Dennis Messner, Kyle More, Clayton Morrow, Andrew Overtoom, Aaron Springer & Merriwether Williams                               | 2017. június 10. |                |
| 8.  | 8.  | The Telltale Wart                | | Ben Adams, Casey Alexander, Mike Bertino, Sam Cherington, Clayton Morrow, Andrew Overtoom, Aaron Springer & Merriwether Williams                               | 2017. június 10. |                |
| 9.  | 9.  | Ol' MacBilly                     | | Drew Applegate, Mike Bertino, Derek Iversen, Dennis Messner, Kyle More, Clayton Morrow, Sarah Oleksyk, Andrew Overtoom, Aaron Springer & Merriwether Williams  | 2017. június 11. |                |
| 9.  | 9.  | Silly Spheres                    | | Ben Adams, Clayton Morrow, Andrew Overtoom, Kenny Pittenger, Aaron Springer c Merriwether Williams                                                             | 2017. június 11. |                |
| 10. | 10. | Wretcherous Treachery            | | Zeus Cervas, Derek Iversen, Kyle More, Clayton Morrow, Andrew Overtoom, Aaron Springer, Jonny Van Orman & Merriwether Williams                                 | 2017. június 12. |                |
| 10. | 10. | Jared                            | | Sam Cherington, Clayton Morrow, Andrew Overtoom, Kenny Pittenger, Chris Reccardi, Aaron Springer & Merriwether Williams                                        | 2017. június 12. |                |
| 11. | 11. | Sluggy                           | | Luke Brookshier, Derek Iversen, Charlotte Jackson, Damon Jones, Clayton Morrow, Andrew Overtoom, Aaron Springer & Merriwether Williams                         | 2017. június 13. |                |
| 11. | 11. | Double Bubble                    | | Luke Brookshier, Derek Iversen, Charlotte Jackson, Kyle More, Clayton Morrow, Andrew Overtoom, Aaron Springer & Merriwether Williams                           | 2017. június 13. |                |
| 12. | 12. | The Glorp of the Gorks           | | Zeus Cervas, Derek Iversen, Damon Jones, Kyle More, Clayton Morrow, Andrew Overtoom, Kenny Pittenger, Aaron Springer & Merriwether Williams                    | 2017. június 14. |                |
| 12. | 12. | Rat's Entertainment!             | | Drew Applegate, Zeus Cervas, Derek Iversen, Dennis Messner, Kyle More, Clayton Morrow, Andrew Overtoom, Kenny Pittenger, Aaron Springer & Merriwether Williams | 2017. június 14. |                |
| 13. | 13. | The Battle for Subterranea-Tania | | Casey Alexander, Mike Bertino, Derek Iversen, Kyle More, Clay Morrow, Andrew Overtoom, Aaron Springer & Merriwether Williams                                   | 2017. június 15. |                |
| 13. | 13. | The Battle for Subterranea-Tania | Zeus Cervas, Derek Iversen, Kyle More, Clay Morrow, Andrew Overtoom, Kenny Pittenger, Aaron Springer & Merriwether Williams | | 2017. június 15. |                |